# Ste-Croix (Lyon 2.)

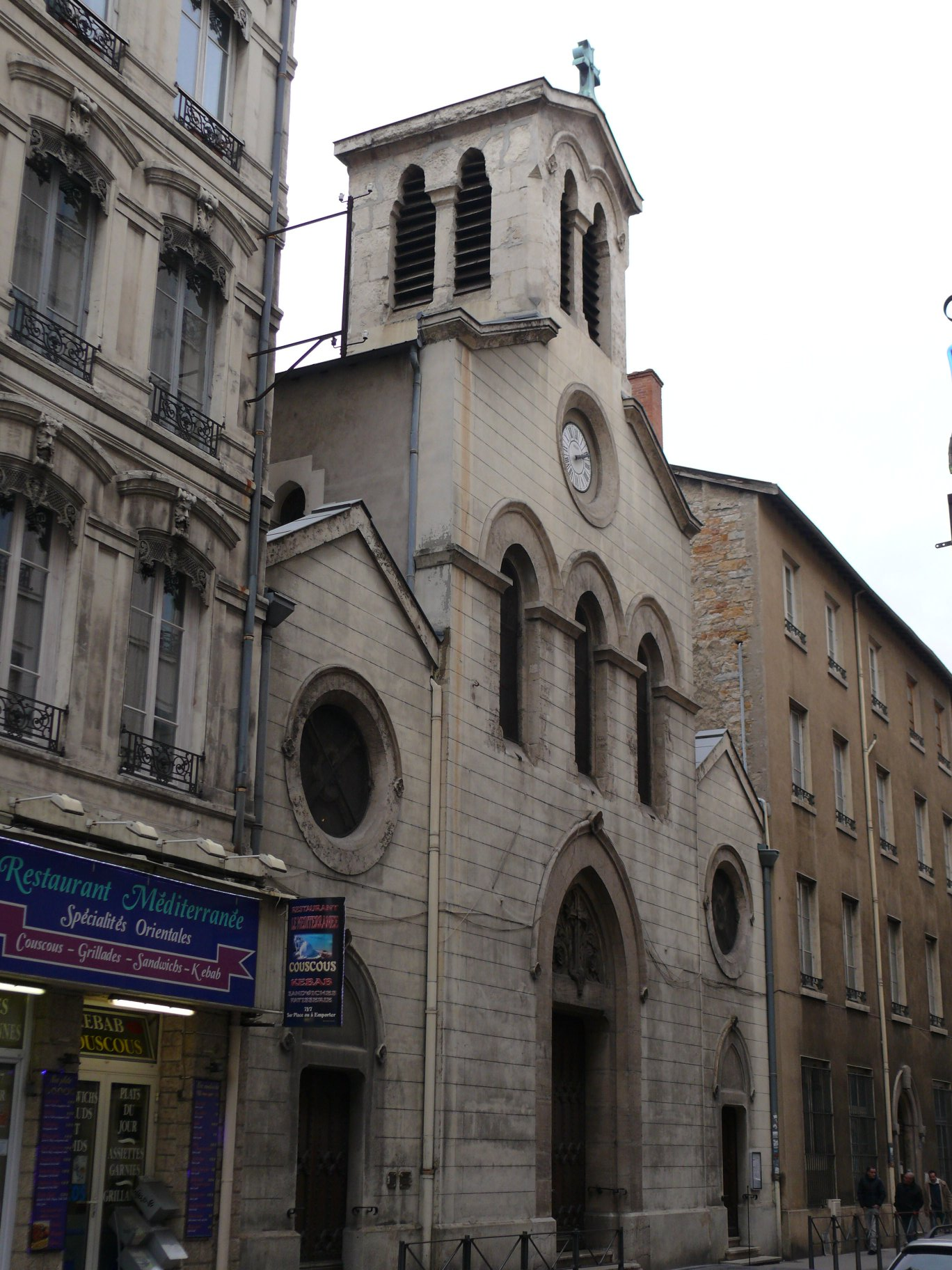
Ste-Croix (Lyon 2.)

Die Kirche Ste-Croix ist eine römisch-katholische Kirche im 2. Arrondissement von Lyon. Sie ist nicht zu verwechseln mit der Kapelle Ste-Croix im 6. Arrondissement noch mit der ehemaligen Kirche Sainte-Croix, von der neben der Kathedrale von Lyon nur noch Reste übrig sind. 

## Lage und Patrozinium
Die Kirche Sainte-Croix befindet sich auf der Halbinsel von Lyon nördlich des Bahnhofs Lyon-Perrache unweit des Place Carnot (Rue de Condé). Sie ist zu Ehren des Heiligen Kreuzes geweiht. Sie gehört seit 2017 zur neuen Pfarrei Sainte Marie en Presqu’île.

## Geschichte

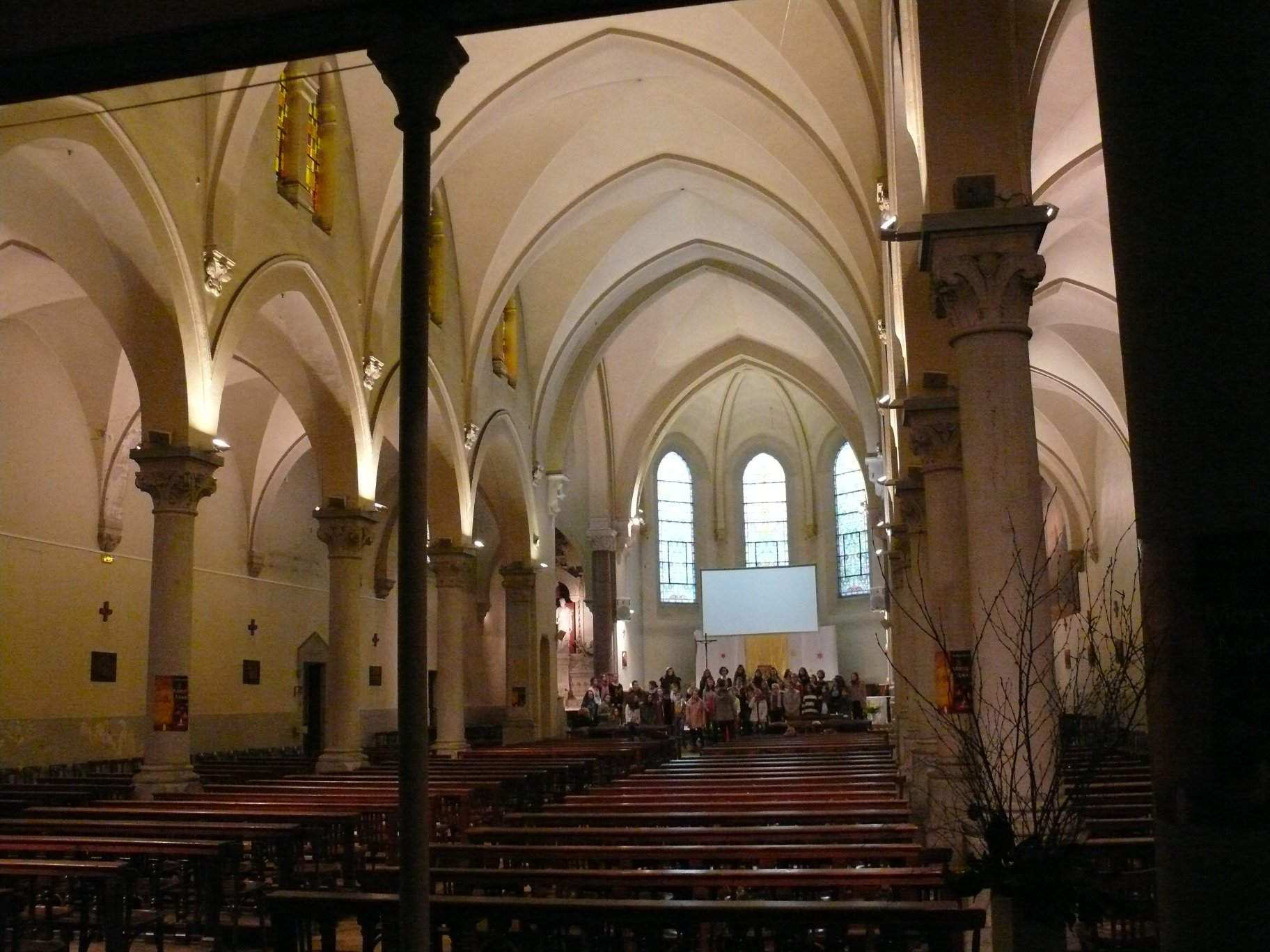
Ste-Croix (Lyon 2.)

Nach Gründung der Pfarrei im Jahr 1873 entwarf der Architekt François Boiron (* 1836) ab 1874 für den Pfarrer Louis Reuil (1813–1884) die Kirche Sainte-Croix in einem einfachen mittelalterlichen Stil.

## Ausstattung

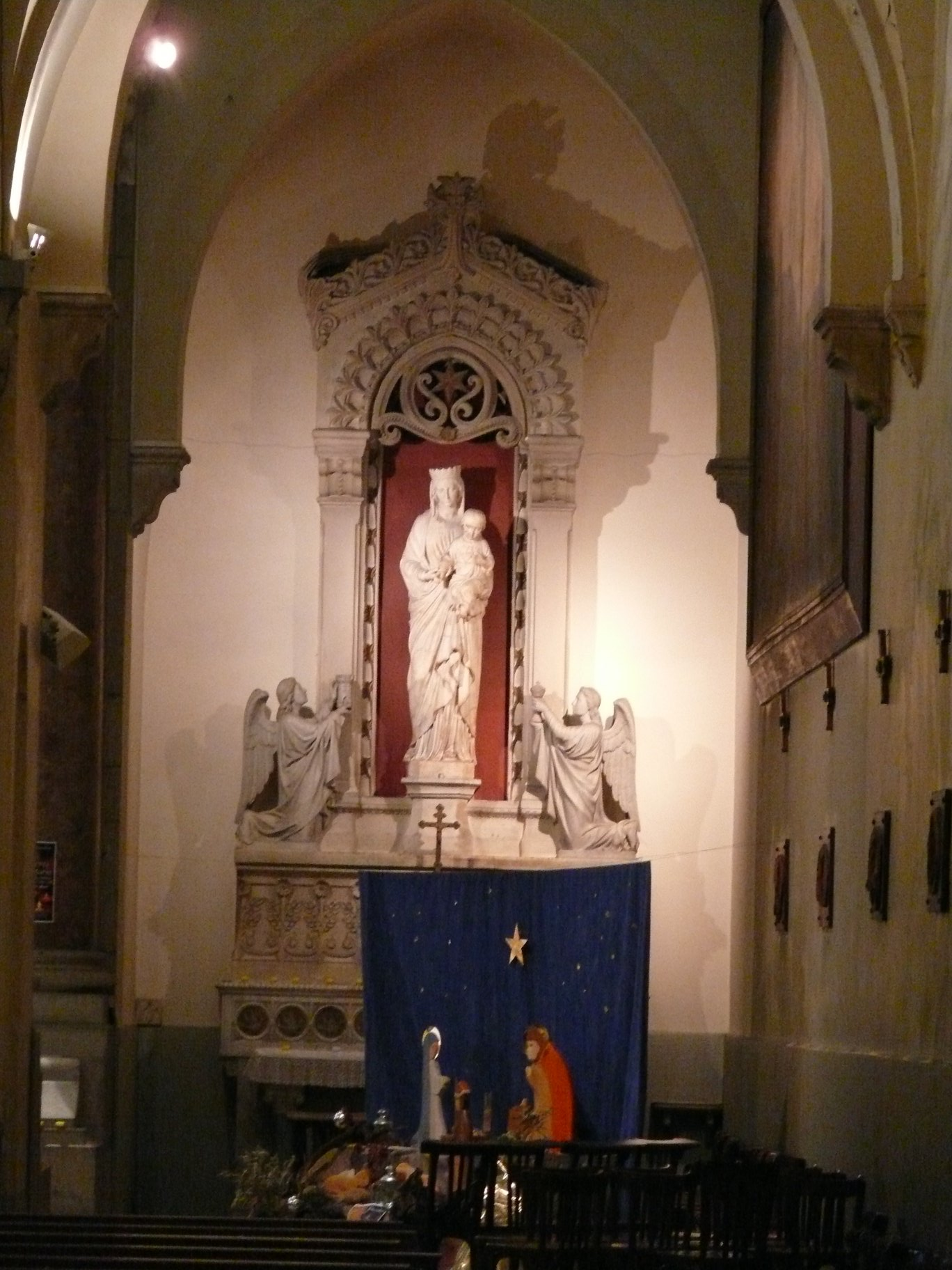
Ste-Croix (Lyon 2.)

In einer Seitenkapelle steht die Figur der Muttergottes mit Jesuskind und zwei Engeln von Joseph-Hugues Fabisch und Paul-Émile Millefaut (1847–1907). Von letzterem stammt auch die Josefsstatue mit Petrus und Paulus.